# Бударки (Харьковская область)
Бударки (укр. Бударки) — село, Землянский сельский совет, Волчанский район, Харьковская область, Украина.

## Географическое положение
Село Бударки находится в 1-м км от реки Волчья (левый берег) в балке Бударский Яр, по которой протекает ручей и сделана большая запруда (~30 га).
Примыкает к селу Землянки, в 4-х км проходит граница с Россией.

## История
- 1781 — дата основания[1].

Во время Великой Отечественной войны селение находилось под немецкой оккупацией.
После провозглашения независимости Украины село оказалось на границе с Россией, здесь был оборудован пограничный переход, который находится в зоне ответственности Харьковского пограничного отряда Восточного регионального управления ГПСУ.
Население по переписи 2001 года составляло 253 человека.
18 февраля 2015 года по распоряжению Кабинета министров Украины пограничный переход был закрыт.

## Достопримечательности
В 0,5 км от села находится курган высотой 4,2 м.